# Narathura valika
Narathura valika är en fjärilsart som beskrevs av Corbet 1941. Narathura valika ingår i släktet Narathura och familjen juvelvingar. Inga underarter finns listade i Catalogue of Life.